# We Effect
We Effect är en svensk biståndsorganisation som hjälper fattiga att själva bekämpa fattigdomen. Fram till maj 2013 hette organisationen Kooperation utan gränser. Organisationen bedriver långsiktiga biståndsprojekt baserade på principen hjälp till självhjälp. Arbetsmetoderna är till exempel studiecirklar, mikrofinansprojekt och kooperativ samverkan. I Sverige bedriver We Effect även en opinionsbildning för en rättvisare värld och samlar in pengar till sitt arbete. We Effect är en av de femton organisationer som deltar i Radiohjälpens kampanj Världens barn.

## Historia
År 1958 startade medlemmar inom den svenska kooperationen insamlingen “En Värld Utan Gränser” I samband med Internationella kooperativa alliansens möte på Mosebacke i Stockholm. Insamlingen, som visade de växande klyftorna mellan fattiga och rika, inspirerade och blev starten till Kooperation Utan Gränser som senare skulle byta namn till We Effect. 

## Organisationsbeskrivning
We Effect är en partipolitiskt och religiöst obunden biståndsorganisation vars primära syfte är att bekämpa fattigdom långsiktigt. Ett 60-tal företag och organisationer står bakom We Effect, däribland Coop, Lantmännen, Riksbyggen, Folksam, KF, LRF samt HSB. Representanter från medlemsorganisationerna sitter i styrelsen och tar beslut om We Effects långsiktiga arbete. Organisationen finns idag i 20 länder i fyra världsdelar.

## Arbetsområden
We Effect har fyra huvudsakliga arbetsområden:

### Landsbygdsutveckling
Organisationen stödjer bondeorganisationer genom t.ex. jordbruksrådgivning och hjälp med förhandlingar om priser. Man förespråkar även ett hållbart och klimatanpassat jordbruk.

### Bostäder
Man arbetar med lokala bostadskooperativ där medlemmarna tillsammans bygger sina bostäder. Här bedriver man ett påverkansarbete för tillgängliga bostadskrediter och säkrad rätt till mark att bygga på.

### Tillgång till mark
We Effect stödjer småbönders och ursprungsbefolkningens rättigheter till mark. Man förespråkar att dessa grupper går samman för att bli en starkare röst och således kan försvara sina intressen gentemot sittande regeringar och utländska investerare.

### Jämställdhet
Jämställdhet är integrerat i all verksamhet. We Effect stödjer samarbetsorganisationers arbete att stärka kvinnors rättigheter, bland annat genom kvinnligt ledarskap, försvar av kvinnors rätt till mark och en mer rättvis arbetsfördelning i jordbruket.

## Ordförande
Ordförande är idag Lotta Folkesson, regionordförande LRF Västerbotten

## Generalsekreterare
Generalsekreterare för We Effect är sedan 2018 Anna Tibblin.

## Ett urval av medlemsorganisationerna
Källa: Lista hämtad från We Effects webbplats.
- Brunnsviks folkhögskola
- Coop Sverige
- Folksam
- Fonus
- Förbundet Vi Unga
- Coompanion
- Swedbank
- HSB
- KF
- LRF
- OKQ8
- Riksbyggen
- Studieförbundet Vuxenskolan
- Svenska Lantmännen
- Ädelfors Folkhögskola
- Lantmännen